# Veterinaire castratie

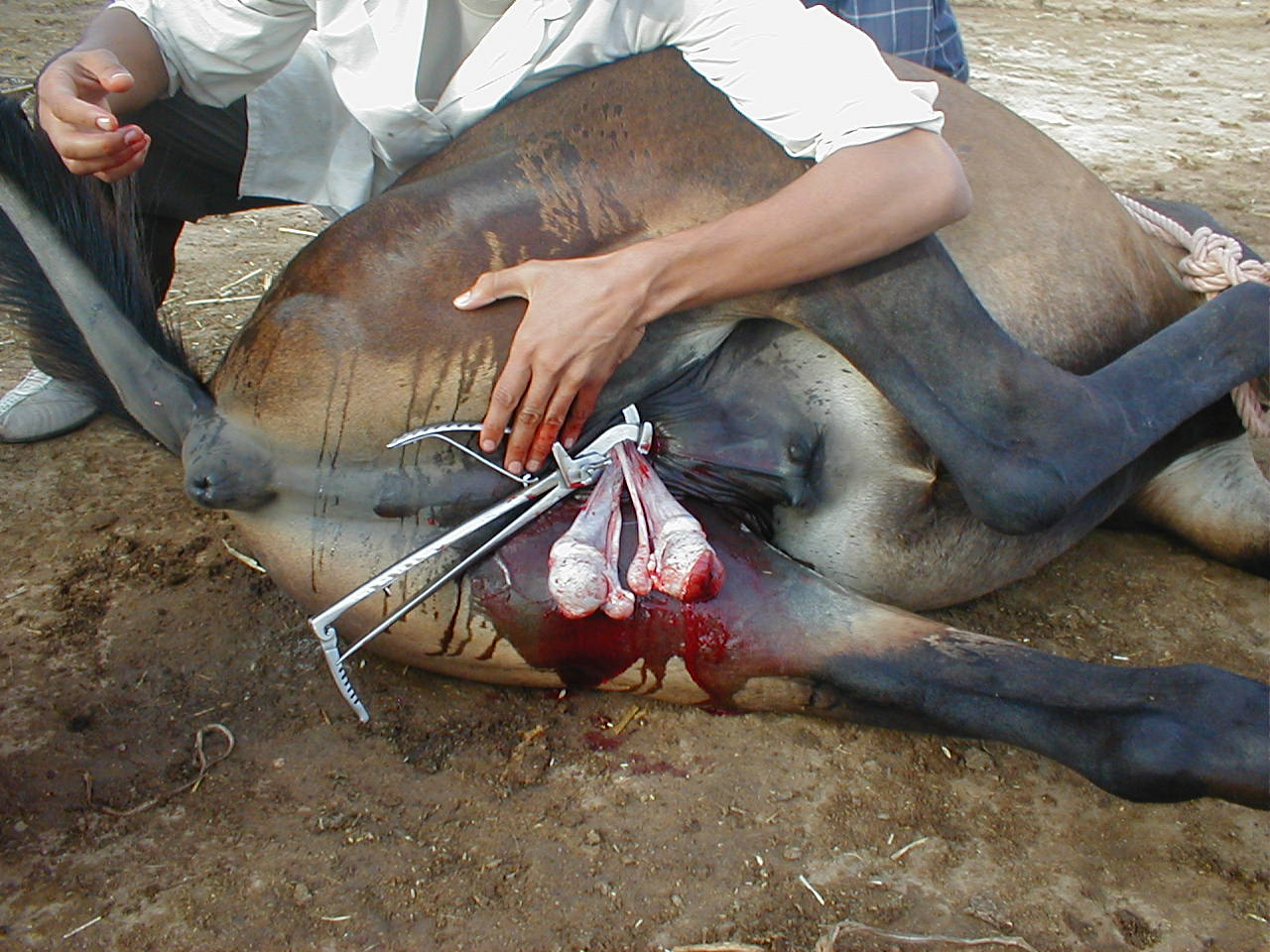
Castratie bij een muilezel

Veterinaire castratie is het verwijderen van teelballen of eierstokken bij een dier. Verhoging van de handelbaarheid is bij veel door de mens gehouden dieren een motief voor castratie. Daarnaast voorkomt castratie bij katers dat ze overal in huis hun urinegeursporen achterlaten (uitgesproken onaangename, penetrante geur). Meestal verliezen gecastreerde individuen hun drang om seksueel gedrag te vertonen.
Mannelijke biggen worden vaak gecastreerd omdat daarmee het ontstaan van de zogenaamde berengeur, een onaangename geur die (in ongeveer 15% van de gevallen) vrijkomt bij verhitting van het vlees, voorkomen zou worden. Over de gehele wereld worden vrijwel alle mannelijke biggen onverdoofd gecastreerd. Hiertegen wordt geprotesteerd door dierenbeschermers zoals Wakker Dier en Gaia.
Andere alternatieven voor castreren zijn:
- het accepteren van vlees met afwijkende geur
- voor de geslachtsrijpe leeftijd slachten, waardoor de berengeur niet kan optreden
- detectie van berengeur aan de slachtlijn
- het toepassen van een injectie (immuno-castratie) die berengeur voorkomt
- genetische selectie tegen berengeur

Bij een aantal gedomesticeerde diersoorten bestaan speciale namen voor gecastreerde individuen:
| dier   | mannelijk | vrouwelijk | gecastreerd               |
| ------ | --------- | ---------- | ------------------------- |
| paard  | hengst    | merrie     | ruin                      |
| ezel   | hengst    | merrie     | (ezel)ruin/oen/kluns/vent |
| rund   | stier     | koe        | os                        |
| zwijn  | beer      | zeug       | barg/borg/berg            |
| schaap | ram       | ooi        | hamel                     |
| hoen   | haan      | hen        | kapoen                    |
| geit   | bok       | geit (sik) | weer                      |